# Friuli Latisana Pinot grigio
Il Friuli Latisana Pinot grigio è un vino DOC la cui produzione è consentita nella provincia di Udine.

## Caratteristiche organolettiche
- colore: giallo dorato, talvolta ramato.
- odore: caratteristico.
- sapore: asciutto, pieno, armonico, caratteristico.

## Produzione
Provincia, stagione, volume in ettolitri
- Udine  (1990/91)  785,58
- Udine  (1991/92)  786,46
- Udine  (1992/93)  979,65
- Udine  (1993/94)  1015,7
- Udine  (1994/95)  938,04
- Udine  (1995/96)  1106,49
- Udine  (1996/97)  1220,94